# Plaza de la Villa

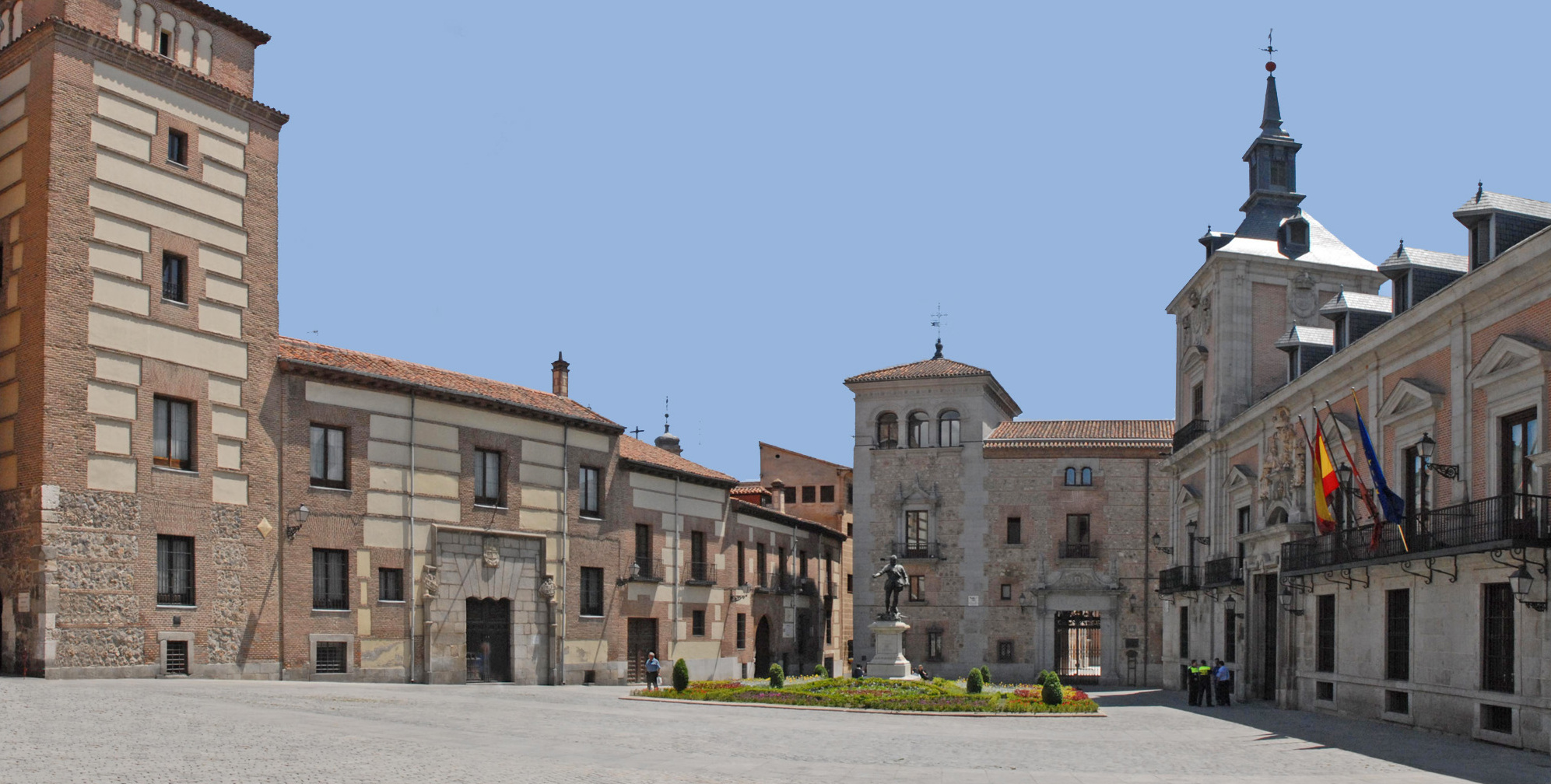
Antigo Ayuntamiento de Madrid

A Plaza de la Villa de Madrid, Espanha, está situada entre as ruas do Codo, do Cordón e de Madrid.
Anteriormente conhecido como Plaza de San Salvador, a igreja de mesmo nome que ficava na rua principal, em que foram realizadas reuniões de pórtico Town Hall , e hoje é lembrado por uma placa situada no local onde o templo ficou (aproximadamente a 70 desse percurso).

No século XV , a Plaza de la Villa adotou seu nome atual, coincidindo com a atribuição do título de Nobre e leal vila recebida por Madrid, do rei Henrique IV de Castela ( 1425 - 1474 ).